# Sony Ericsson W610i
Sony Ericsson W610i är en mobiltelefon som lanserades våren 2007. Den har en 2 megapixels kamera med autofokus och fotolampa. Den finns i färgerna Plush Orange och Satin Black. Sony Ericsson W610i har både Bluetooth och IR Otot.

## Funktioner
- Walkmanspelare
- 2megapixelkamera med video
- Track-ID
- Bluetooth
- IR
- T9-inmatning
- Sms/mms
- Flygplansläge
- Stöd för 3D-Java-program/spel
- Lampa